# Dojrzałość płciowa
Dojrzałość płciowa – okres w życiu biologicznym, kiedy osobnik zdolny jest do rozrodu. Za początek tego okresu przyjmuje się osiągnięcie zdolności do wytwarzania komórek płciowych. Osiągnięcie zdolności do wytwarzania gamet zależy w znacznej mierze od ośrodków nerwowych zlokalizowanych w mózgowiu. Wzrost ich aktywności prowadzi do wydzielania hormonów wywołujących przyspieszony wzrost organizmu i rozwój pierwszorzędowych i drugorzędowych cech płciowych.